# Коринфский, Евгений Львович
Евгений Львович Коринфский (23 октября [4 ноября] 1858, Нижегородская губерния — 16 [29] мая 1917, Петроград) — российский радиотехник, друг и сподвижник А. С. Попова, преподаватель физики и математики в Нижегородском графа Аракчеева кадетском корпусе, руководитель первой в России государственной мастерской, положившей начало зарождению отечественной радиопромышленности, действительный статский советник.

## Биография
Евгений Коринфский родился 23 октября (4 ноября) 1858 года в Нижегородской губернии в многодетной семье дьякона церкви села Языково Арзамасского уезда Льва Павловича (1833—1894) и его жены Екатерины Андреевны (1835—1908) Коринфских.
В 1877 году поступил на физико-математический факультет Санкт-Петербургского университета. Учился вместе с А. С. Поповым, с которым подружился и сидел три года за одной партой. После окончания университета вернулся в Нижний Новгород, в течение 18 лет преподавал физику и математику в Нижегородском графа Аракчеева кадетском корпусе и Мариинском институте благородных девиц.
В 1896 году был помощником Попова по организации работы электростанции Нижегородской ярмарки в период проведения XVI Всероссийской промышленной и художественной выставки.

А. С. Попов и Е. Л. Коринфский (сидит) в Кронштадтской мастерской

В 1900 году переехал (по предложению Попова) в Кронштадт и возглавил созданную по инициативе Морского технического комитета мастерскую, которая должна была осуществлять «выделку, ремонт и поверку», то есть изготовление, ремонт и проверку приборов для беспроволочного телеграфа.
Коринфский сам устанавливал станции на кораблях (в том числе на крейсере «Варяг»), испытывал аппаратуру и обучал личный состав работе с ней. В 1902 году в течение двух месяцев участвовал в начальном этапе перехода отряда кораблей Первой Тихоокеанской эскадры на Дальний Восток. Во время этого перехода он посетил Испанию, Алжир и Египет. С 14 июня 1902 до мая 1904 года Коринфский, оставаясь руководителем мастерской, исполнял должность «наблюдающего за установкой на судах флота приборов телеграфирования без проводов» (первоначально этим занимался Попов).
С 28 апреля 1910 года Коринфский был переведён на должность начальника склада образуемого в этот период на базе Кронштадтской мастерской Радиотелеграфного депо Морского ведомства, а руководителем радиотелеграфной мастерской с 3 сентября 1910 года был назначен чиновник канцелярии Варшавского генерал‑губернаторства А. К. Никифоров (1878—1935), имевший склонность к конструкторской и изобретательской работе. По состоянию на 16 января 1913 года Коринфский занимал должность заведующего складом и производителя установочных и испытательных работ, там же он работал и по состоянию на 1 января 1915 года.
Евгений Коринфский был женат, в семье было два сына и дочь.
Евгений Львович Коринфский умер 16 (29) мая 1917 года от туберкулёза лёгких в Петербурге, похоронен 18 мая на Смоленском православном кладбище.

## Кронштадтская мастерская
Мастерская по оснащению российского флота аппаратурой беспроводной связи была открыта 1 июля 1900 года. А. А. Глущенко определяет эту дату (и определяет её как начало зарождения отечественной радиопромышленности) по дате обращения Морского технического комитета в адрес главного командира Кронштадтского порта вице-адмирала С. О. Макарова с соответствующим предложением. До организации этой мастерской некоторые приборы для экспериментов Попова и П. Н. Рыбкина по беспроводной связи изготавливались в «Опытной механической и водолазной мастерской» Е. В. Колбасьева, но производство в частной мастерской было сравнительно дорогим.
Поначалу мастерская имела в штате 5 человек (заведующий, слесарь-механик, слесарь, мастерица для приготовления обмоток спирали Румкорфа и ученик) и размещалась в одном из корпусов электротехнического завода Кронштадтского военного порта. Мастерская подчинялась Главному минёру Кронштадтского порта полковнику по Адмиралтейству Е. П. Тверитинову.
В связи с заказами станций беспроволочного телеграфа у фирмы Дюкрете мастерская занималась в основном сборкой, проверкой, установкой и ремонтом этой аппаратуры. К концу 1900 года у Морского ведомства было 15 станций Дюкрете — три из них старой конструкции, приобретённые в 1899 году, использовались для учебных целей. Из 12 станций, полученных с задержкой из-за других заказов:101—102 лишь к концу 1900 года:141—142, 144, три были установлены на кораблях, ушедших в Тихий океан, две отправлены на Черноморский флот, 7 станций оставались на хранении. В первой половине 1901 года, пока мастерская ещё не производила свои станции, у Дюкрете было заказано сначала 6, а затем ещё 7 станций (последние семь были переданы Морскому ведомству отгрузкой в одном из портов Франции на эскадренный броненосец «Пересвет», направлявшийся в Тихий океан):147—148. В 1904 году Морское ведомство заказало и получило от Дюкрете 12 станций:149. Таким образом за 1899—1904 годы фирма Дюкрете поставила Российскому флоту 40 станций (не считая двух станций, поставленных фирмой по прямым заказам на строившиеся во Франции броненосец «Цесаревич» и крейсер «Баян»:148). Наряду с готовыми станциями приобретались и различные комплектующие изделия к ним, которые могли использоваться как для ремонта, так и для изготовления некоторого количества станций в мастерской, при этом в источниках можно найти утверждение, что в 1901—1904 годах в мастерской «было изготовлено 54 корабельные радиостанции»:36.
При недостаточной численности и низкой квалификация работников, а также отсутствии необходимого оборудования, в период с февраля по октябрь 1901 года в мастерской были изготовлены: одна катушка Румкорфа, разрядник-искромер, ртутный прерыватель, два приёмника и три реле. Вместе с тем потребность флота на 1902 год определялась в 22 станции. В докладной записке Попова от 7 ноября 1901 года отмечалось, что заведующий мастерской Коринфский не только выработал способы изготовления отдельных частей катушки и нашёл «наилучшие изолирующие смеси», но и изготовил лично «всю обмотку и изолировку катушки», при этом выражалось беспокойство по поводу его месячного денежного содержания (100 рублей). С 23 ноября 1901 года штат мастерской был увеличен до 9 человек, а Коринфскому в качестве премиальных было определено платить дополнительно по 120 рублей за каждую изготовленную станцию.
Первая станция собственного изготовления появилась в конце ноября 1901 года по образцам аппаратуры Дюкрете, испытанной на кораблях Черноморского флота летом 1901 года при участии Попова:12—14 и Рыбкина. С 1 декабря 1901 года по 1 декабря 1902 года мастерская подготовила для нужд флота 11 станций, в основном приобретённых у Дюкрете. Семь станций были установлены на боевых кораблях, одна — на императорской яхте «Штандарт», две станции переданы в Минный офицерский класс для установки на два учебных судна, одна станция оставалась в мастерской и предназначалась для Морского телеграфа.
В октябре 1902 года на совещании по вопросу об ускорении снабжения станциями новых судов и береговых пунктов планировалось изготавливать в мастерской только специальные предметы (приёмные станции, реле, катушки Румкорфа) и производить сборку и регулировку станций, а изготовление остальных предметов (конденсаторов, разрядников, манипуляторов, принадлежностей приёмных станций, прерывателей, резонаторов) и производство столярных работ, а также установку станций на судах поручить минной мастерской. Для наибольшего успеха Тверитинов 19 ноября 1902 года выступил с предложением перед управлением Кронштадтского порта об увеличении штата мастерской.
В 1903 году мастерская подготовила 16 станций. С началом русско-японской войны потребовалось ускорение работ по оснащению станциями кораблей Второй Тихоокеанской эскадры, которые готовились к переходу на Дальний Восток. Мастерская с ограниченным собственным производством не могла обеспечить необходимые потребности. В начале 1904 года у Дюкрете было заказано 12 станций, но затем, в мае 1904 года, наиболее важные контракты были заключены с «АО Русские электротехнические заводы „Сименс и Гальске“» на поставку 24 станций «Телефункен» (системы Слаби — Арко). До конца 1904 года были заключены контракты на поставку ещё 27 таких станций. В работах по оснащению кораблей новыми станциями, помимо флотских офицеров, принимали участие Коринфский, Попов и Рыбкин. Отрицательное мнение об аппаратуре Дюкрете и о приборах, изготавливаемых в мастерской, высказал в 1904 году заведующий делом беспроволочного телеграфирования в Морском ведомстве А. А. Реммерт.
В период русско-японской войны аппаратура Кронштадтской мастерской по своим характеристикам была признана малопригодной для надёжного управления военными действиями. В августе 1905 года решением Морского технического комитета находящиеся на вооружении станции «Попов — Дюкрете» предписывалось заменить более совершенной аппаратурой — это же правило распространялось и на последующие заказы:149.
30 декабря 1906 года Морской технический комитет впервые ставит вопрос о необходимости переноса мастерской из Кронштадта в Санкт-Петербург. Основное оборудование и материалы Кронштадтской мастерской были отправлены в Санкт-Петербург 11 октября 1910 года.
Оценивая деятельность Кронштадтской мастерской, А. А. Глущенко отмечает:

Неконструктивность предложений А. С. Попова и С. О. Макарова, привлечённых первоначально к выработке предложений по налаживанию научно-производственной деятельности в области радио на флоте, не подвергнутых критическому анализу, послужила формированию неверной радиотехнической политики Морского министерства. В итоге не была учтена наукоёмкость радиотехнического производства и необходимость привлечения к дальнейшим научным разработкам, по примеру зарубежных фирм, видных отечественных учёных, инженеров и изобретателей, перспективы развития радиотехники и потребности в ней российского флота, результатом чего стало предоставление под мастерскую ограниченных производственных площадей и оборудования, утверждён недостаточный её штат и определён не соответствующий наукоёмкости нового производства его персонал, что предопределило изначально не отвечающую потребностям флота производительность предприятия и низкий технический уровень производимой продукции. При возросших в ходе подготовки к войне с Японией потребностях флота в радиоаппаратуре, Кронштадтская радиомастерская не смогла обеспечить ни их объём, ни качество, результатом чего стало обращение правительства к иностранным производителям.